# Rue Jean-Henri-Fabre
La rue Jean-Henri-Fabre est une voie du 18e arrondissement de Paris, en France, nommée d'après l'écrivain et entomologiste français Jean-Henri Fabre (1823-1915).

## Situation et accès
La rue Jean-Henri-Fabre est une voie publique du 18e arrondissement de Paris. Elle débute à la jonction de l'avenue de la Porte-de-Clignancourt et de l'avenue Michelet à Saint-Ouen, et se termine à la jonction de l'avenue de la Porte-de-Montmartre et de la rue Charles-Schmidt. Elle se situe à l'extérieur du boulevard périphérique. Le côté nord de la voie forme la limite du territoire de Saint-Ouen. Les immeubles riverains en font partie, alors que seule la voirie est parisienne.
Rues adjacentes
Côté Saint-Ouen (vers le nord), elle voit le départ des voies suivantes, d'ouest en est :
- rue Charles-Schmidt
- rue Lécuyer[1]
- rue Paul-Bert[1]
- allée du 1er-Mai[1]
- rue Paul-Bert[1]
- rue Jules-Vallès[1]
- allée des Rosiers[1]
- allée[1]?
- rue Marceau[1]
- avenue Michelet

Côté Paris (vers le sud), la présence du boulevard périphérique de Paris limite le nombre de voies en connexion :
- avenue de la Porte-de-Montmartre
- rue du Lieutenant-Colonel-Dax, qui se prolonge par la rue Jules-Vallès, côté Saint-Ouen ;
- Bretelle d'accès au boulevard périphérique de Paris, voie extérieure, en venant de la porte de Clignancourt.
- avenue de la Porte-de-Clignancourt

## Origine du nom

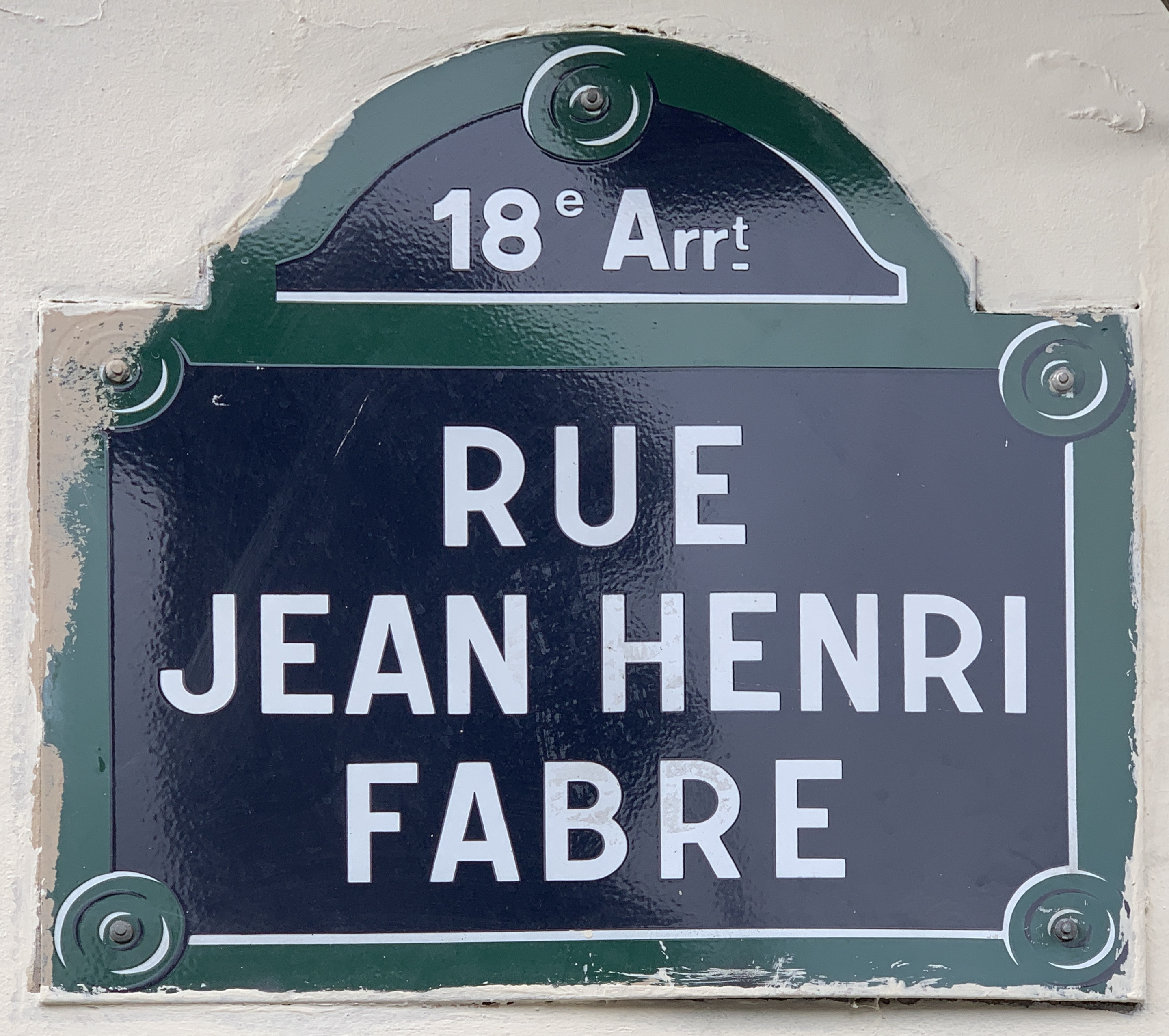
Plaque de la rue.

Elle porte le nom de l'écrivain et entomologiste français, Jean-Henri Fabre (1823-1915). 

## Historique
Cette voie est ouverte par la Ville de Paris en 1946 sous le nom de « voie W/18 ». Elle prend sa dénomination actuelle par un arrêté du 16 avril 1965.
Elle est réaménagée en 1966, lors de la construction du boulevard périphérique.